# Währungskrieg
Ein Währungskrieg (von englisch currency war), bzw. eine kompetitive Abwertung (von englisch competitive devaluation) ist ein Wirtschaftskonflikt, bei dem Volkswirtschaften versuchen, ihre Währung abzuwerten und dadurch ihre jeweilige internationale Wettbewerbsfähigkeit auf Kosten der anderen Volkswirtschaften zu verbessern (eine sogenannte Beggar-thy-Neighbor-Politik). Die Abwertung der eigenen Währung soll dazu führen, dass sich die im Inland produzierten Produkte im Ausland kostengünstiger verkaufen lassen. Infolgedessen soll der Export steigen, die Produktion angekurbelt werden und die Arbeitslosigkeit sinken. Charakteristisch für einen Währungskrieg sind Vergeltungsmaßnahmen der anderen beteiligten Ökonomien, was insgesamt zur Instabilität der Weltwirtschaft führen kann. Daher besteht nach Auffassung des US-amerikanischen Wirtschaftswissenschaftlers Joseph Stiglitz die Gefahr, dass alle beteiligten Volkswirtschaften am Ende schlechter gestellt seien.

## Hintergrund

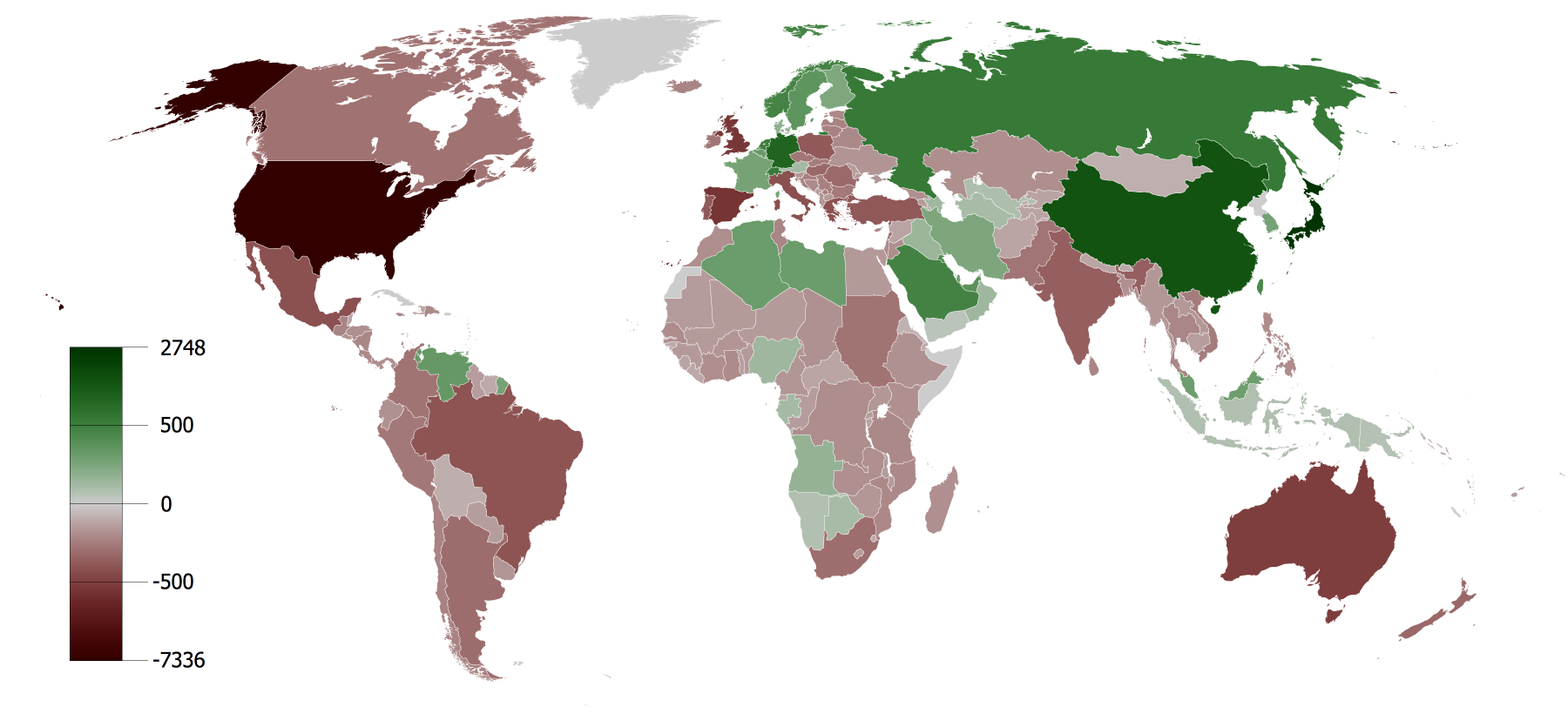
Leistungsbilanzüberschüsse (grün) bzw. Leistungsbilanzdefizite (rot) im Zeitraum 1980–2008 in Milliarden US$

Wenn ein Land den nominalen Wechselkurs seiner Währung abwertet (z. B. durch Devisenmarktintervention), dann werden Exporte real billiger, während Importe real teurer werden. Als Folge davon entsteht ein Außenhandelsüberschuss (Leistungsbilanzüberschuss), das Bruttonationaleinkommen erhöht sich und die Arbeitslosigkeit sinkt. Der Effekt bei den Handelspartnern ist exakt gegenteilig, es entsteht ein Außenhandelsdefizit, das Bruttonationaleinkommen entwickelt sich schwächer und die Arbeitslosigkeit erhöht sich.
Eine kompetitive Abwertung ist in der Bevölkerung normalerweise unpopulär, denn ein typischer Nebeneffekt ist ein zumindest kurzzeitiges Sinken des Lebensstandards, da Importe und Auslandsreisen relativ teurer werden. Eine kompetitive Abwertung der eigenen Währung führt zudem zu einer realen Erhöhung des Wertes der Fremdwährungskredite, bei hohem Verschuldungsgrad in fremder Währung kann dies zu einer Verschuldungskrise führen. Allerdings bewirken steigende Exporte zusätzliches Einkommen bei privaten Haushalten, ein Teil dieses zusätzlichen Einkommens wird erfahrungsgemäß wieder für den Kauf von Gütern oder für Dienstleistungen ausgeben, was neues Einkommen entstehen lässt (Exportmultiplikator).
Die kompetitive Abwertung ist ein relativ häufig genutztes Mittel der Wirtschaftspolitik. Für ein einzelnes Land kann die Strategie außerordentlich erfolgreich sein, solange sich die Handelspartner nicht wehren. Wenn auch die Handelspartnerländer zu dem Mittel der kompetitiven Abwertung greifen, dann heben sich die Abwertungen gegenseitig auf, im Prinzip hat kein Land einen außenwirtschaftlichen Vor- oder Nachteil. Allerdings verursacht ein solcher Währungskrieg Unsicherheit bei Unternehmen und Investoren, was dem internationalen Handel schadet und Investoren entmutigt. Die indirekte Wirkung eines Währungskriegs ist für alle Länder negativ.

## Geschichte

Währungsabwertung & Protektionismus

### Währungskrieg der 1930er Jahre
Der erste Währungskrieg erfolgte durch die teilweise vollzogene Abkehr vom Goldstandard in den 1930er Jahren. Großbritannien wertete im September 1931 das Pfund Sterling um 25 % ab, viele Länder folgten, Präsident Roosevelt im März 1933. Das Deutsche Reich folgte formal dem Beispiel nicht, war aber bereits im Juli 1931 zur Devisenbewirtschaftung gezwungen und nahm kaum noch am Welthandel teil. Die Vereinigten Staaten nahmen im März 1933 eine massive kompetitive Abwertung vor, später verließen noch Länder wie Belgien, Frankreich den Goldstandard, zuletzt 1936 die Niederlande, die Schweiz und Polen.
Im Tripartite-Abkommen von 1936 wurde der Währungskrieg reguliert.
Nach dem Zweiten Weltkrieg wurde das Bretton-Woods-System gegründet, um einen Währungskrieg wie in den 1930er Jahren zu verhindern. Das Bretton-Woods-System brach 1973 zusammen.

### Asiatische Währungsmanipulationen
Sowohl China als auch Japan halten die Wechselkurse der nationalen Währungen Yuan bzw. Yen durch Devisenmarktintervention niedrig, um so die Wettbewerbsfähigkeit der eigenen Produktpalette auf dem internationalen Markt zu gewährleisten. Als Folge ergaben sich chronische Exportüberschüsse und hohe Devisenreserven in US-Dollar (siehe Bretton-Woods-II-Regime).

### Beispiele seit 2010
Im Jahr 2010 wurde von Guido Mantega, dem brasilianischen Finanzminister, der Ausbruch eines globalen Währungskriegs behauptet. Ob es einen Währungskrieg gab bzw. gibt wurde bzw. wird in der wirtschaftswissenschaftlichen Literatur diskutiert. So äußerte der Leipziger Volkswirt Gunther Schnabl 2011, ein Währungskrieg zwischen USA und China habe eine Erholung nach der Finanzkrise von 2008/9 verhindert.
Ben Bernanke, Chef der US-Notenbank Fed von 2006 bis Anfang 2014, teilte im September 2012 mit, die Fed werde monatlich für 85 Milliarden Dollar Hypothekenanleihen und Staatspapiere kaufen – und zwar so lange, „bis sich die Aussichten auf dem Arbeitsmarkt verbessern“. Mantega kritisierte, diese Politik sei protektionistisch; sie werde Währungskriege provozieren mit potentiell verheerenden Folgen für den Rest der Welt.
Im Januar 2013 wurde der „noch aggressiveren Geldpolitik“ Japans der Vorwurf gemacht, einen Währungskrieg zu befördern.
Im Januar 2015 verkündete Mario Draghi, Präsident der EZB, die EZB oder einzelne Notenbanken im Euroraum würden ab März 2015 monatlich für bis zu 60 Milliarden Euro Anleihen (auch Staatsanleihen) kaufen. → siehe Outright Monetary Transactions, Quantitative Lockerung